# Улетуй (станция)
Улетуй — упразднённая железнодорожная станция в Архаринском районе Амурской области России. На момент упразднения входила в состав Черниговского сельсовета. Исключена из учётных данных в 1986 году.

## География
Железнодорожная станция располагалась у одноимённого остановочного пункта на линии Завитая — Известковая Забайкальской железной дороги, севернее реки Улетуй, на расстоянии примерно 4 километров (по прямой) к югу от села Черниговка.
Названа по ручью Улетуй, впадающему в озеро Улетское, название происходит из эвенкийского языка, образовано от слова эвенкского слова "обман".

## История
Разъезд существовал уже в 1919 году, за него шли бои партизанских отрядов с японцами.
Основана в 1936 году в связи со строительством железнодорожной станции.
Решением Амурского исполкома от 7 июля 1986 1986 года № 310, железнодорожная станция Улетуй исключена из учётных данных.